# Церковь Святого Димитрия (Битола)
Церковь Святого Димитрия (макед. Црква „Св. Димитриј“) — православная церковь в городе Битола, Северная Македония.
Является кафедральным собором Преспанско-Пелагонийской епархии Македонской православная церкви.

## История
Каменная церковь была построена в 1830 году всего за четыре месяца на месте старой часовни, сгоревшей при пожаре в 1726 году. Колокольня для неё была построена спустя столетие — в 1936 году, работа Александра Дерокко.

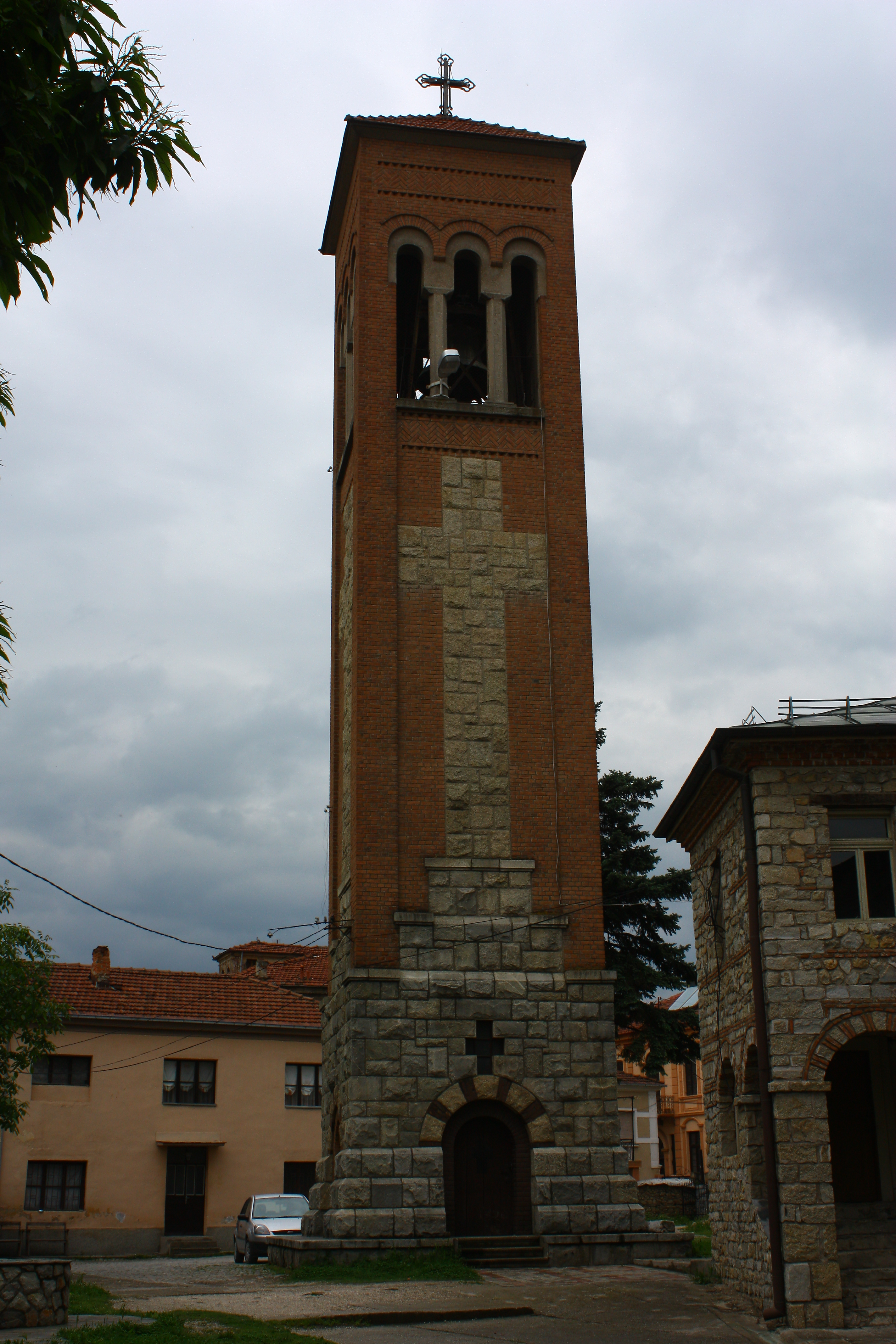
Церковная колокольня

Здание храма сооружено в виде трехнефной базилики с боковыми галереями. Весь иконостас выполнен в золоченой резьбе искусными руками неизвестной группы резчиков, предполагается, что это были македонские мастера. На иконостасе находятся иконы 1842 года работы Михаила Анагноста и его сына Николая Михайлова.
В 2005 году реставраторы из Института и музея Битолы и Института охраны памятников культуры обнаружили на одной из стен церкви Святого Димитрия ранее неизвестную фреску, изображающую Иисуса Вседержителя. Фреска находится на центральной части свода церкви, которая более века была покрыта копотью от горящих свечей, поэтому так долго ценный исторический артефакт был неизвестен.